# Ambrosio de Meave
Ambrosio de Meave Kastillobeitia (Villa de Durango, Vizcaya (España), 7 de diciembre de 1710-1 de octubre de 1781) fue uno de los iniciadores del movimiento de Ilustración en México y es considerado un pre-iniciador del movimiento independentista en la Nueva España. Apoyó la educación libre para todos los grupos sociales, el progreso y transformación de la sociedad.
A lo largo de su vida fue conciliando dos mundos tan distintos, la tradición y la modernidad; aspectos que contribuyeron ampliamente a sentar las bases de un México moderno en el siglo XIX. Además, demostró tener un ánimo progresista, ilustrado y cientificista, generalmente orientado por la fe y una profundidad religiosidad, todo en pro de la cultura, la educación y asistencialismo durante el siglo XVIII.

## Vida y obras

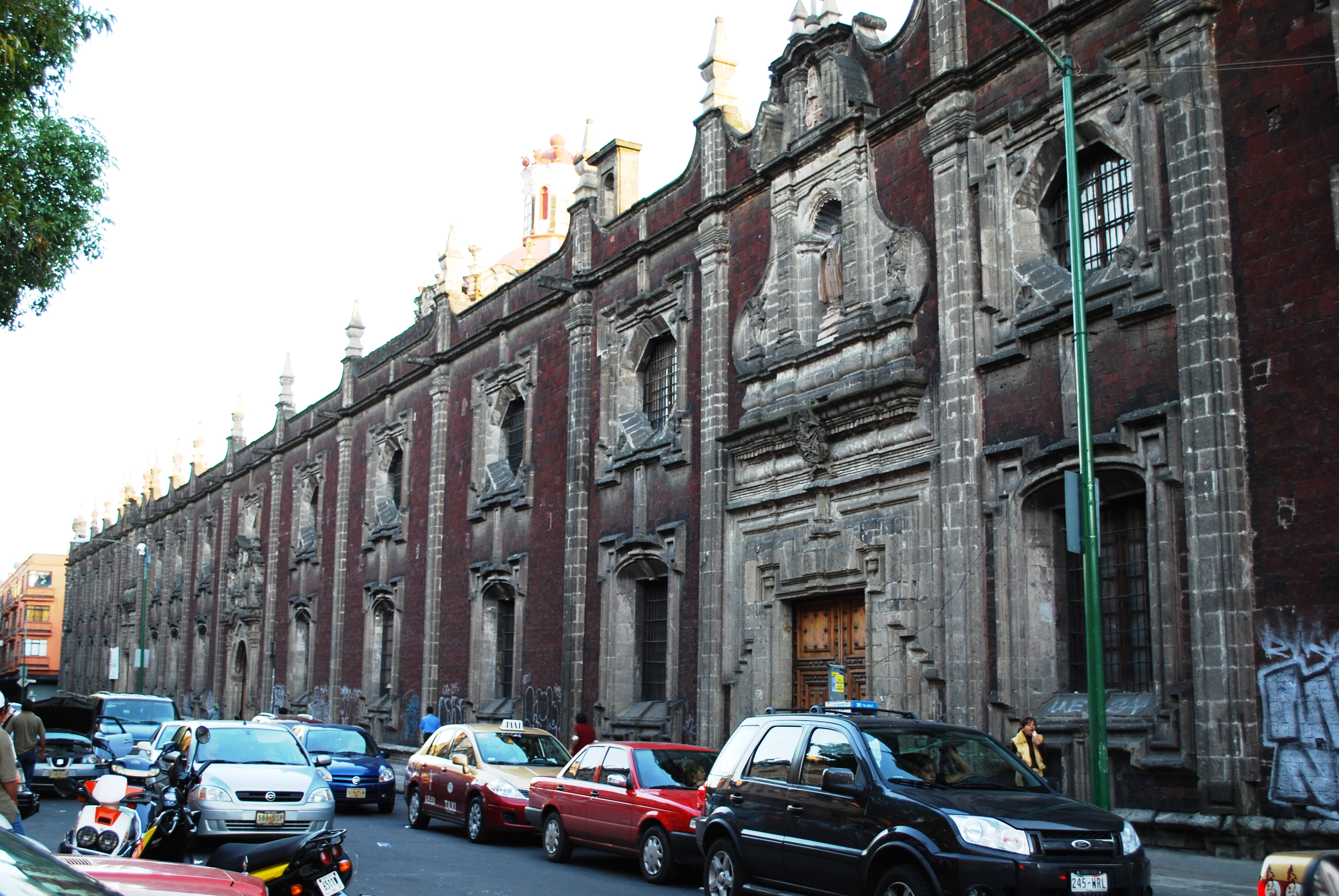
Colegio de las Vizcaínas en México

Sus padres fueron Francisco Meave y Úrsula de Castilloveitia. Ambrosio de Meave se trasladó a la Nueva España siendo muy joven donde vivió con algunos familiares para probar suerte en las Indias. A la edad de 26 años ingresó a la Cofradía de Aránzazu. Ahí conoció a Manuel de Aldaco, su tutor, quien lo introdujo en el mundo de los negocios, el comercio y la administración. Un año después, Aldaco lo puso al frente de la casa mercantil de los Fagoaga, la cual era la más rentable para mediados del siglo XVIII por su relación con la minería. 
Creó un imperio económico que abarcaba una casa comercial, administrada por él (1758-1762), una cadena de haciendas, un banco de plata, quizá el más importante de la Nueva España (1780) y tenía control de importantes zonas mineras como Sombrerete y Vetagrande (hoy Zacatecas). 
Gracias a este imperio, el ayuntamiento de la Ciudad de México y la Cofradía de nuestra señora de Aránzazu le encomendaron las cuentas y la administración del Hospicio de San Hipólito y la reedificación de los Colegios de las Doncellas y Aránzazu. Participó, junto con Francisco de Echeveste y Manuel de Aldaco, en la edificación de la obra máxima de la Cofradía: El Colegio de San Ignacio de Loyola, más conocido como el Colegio de las Vizcaínas, terminado en 1752. 
A partir de 1755, Meave ocupó el cargo de Capitán de milicias, era el encargado de representar a los presidiarios ante determinadas instancias gubernamentales de la Nueva España. 
Meave regaló a la parroquia de Santa María de Durango diversos objetos artísticos y litúrgicos. En 1758 donó dos arañas de plata de 200 libras de peso y en 1764, un cuadro de la Virgen de Guadalupe para el coro de la iglesia, colgaduras de damasco carmesí, cinco casullas, dalmáticas, capas y paños para los púlpitos y cortinas para el dosel del Santísimo y trono de la Virgen de Uribarri. 
En el ámbito administrativo gubernamental, debido a la gratitud con la parroquia de Santa María de Durango, en 1765, fue nombrado primer Alcalde de esta Villa a Don Ambrosio de Meave y en la Ciudad de México, el 15 de febrero de 1770, es nombrado regidor honorario.
En 1764 fundó la organización: Sociedad Económica de Amigos del País, la cual fue considerada durante su época la organización económica más fuerte de la Nueva España. A esta organización pertenecieron: Leandro de Viana, Antonio Bassoco y Francisco Xavier Gamboa.

Meave aporto conocimientos administrativos, educativos, entre otros, a instituciones como:

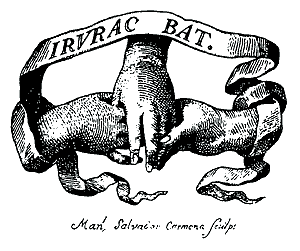
Emblema de la Real Sociedad Bascongada de Amigos del País con el lema Irurac bat (Las tres, una)

- La Cofradía de Nuestra Señora de Aránzazu;
- El Colegio de San Ignacio de Loyola Vizcaínas;
- El Archivo Histórico del Colegio de Vizcaínas;
- La casa comercial del marqués de Apartado;
- La Cofradía del Santísimo Sacramento y Caridad;
- El Colegio de Niñas de la Caridad;
- El Colegio de Belén;
- El Consulado de Comerciantes de la Ciudad de México;
- El Convento de San Felipe de Jesús;
- La Parroquia de Santa María en Durango, España;
- Las órdenes de Santiago y Calatrava;
- El cuerpo de milicias novohispano;
- El cabildo de la Ciudad de México;
- El Hospital de San Hipólito;
- La Real Sociedad Bascongada de los Amigos del País y su Seminario de Bergara.

## Retrato
El retrato de Ambrosio de Meave, junto con el de Francisco de Echeveste y Manuel Aldaco, está considerados como muy importantes dentro de la colección del Colegio de las Vizcaínas en México. Los tres óleos fueron pintados con posterioridad a sus fallecimientos.
Es una obra anónima en la que se encuentra a Meave acartonado y sus rasgos aparecen poco definidos, contrasta la tersura de su rostro con el realismo con el que se representaron las facciones de Aldaco y Echeveste, que son se consideran retratos de primera categoría.